# 弗拉芒大區
弗拉芒大区（荷蘭語：Vlaams Gewest，荷蘭語發音：[ˌvlaːms xəˈʋɛst] ⓘ），常以其对应地区“佛兰德”（荷蘭語：Vlaanderen）称之，是比利時的三个大区之一，位于该国北半部，通行荷蘭語。弗拉芒大区面積13,625平方千米（约佔比利時陸地面積的44%），每平方公里人口490，是歐洲人口密度最高的地區之一。

## 名称
“弗拉芒”（荷蘭語：Vlaams）为“佛兰德”（荷蘭語：Vlaanderen）的形容词形式，意即“佛兰德的”。在印欧语中，国家或较大规模的地区及城市大多有对应的形容词形式，汉语中习惯将地名与其形容词的译法统一（如“Scotland”译作“苏格兰”，搭配其形容词形式“Scottish”的“Scottish Premiership”译作“苏格兰足球超级联赛”而非“苏格蒂什足球超级联赛”），此处“弗拉芒”与“佛兰德”的分译属于特例。而在部分语言中，“佛兰德”与“弗拉芒大区”两名称也常常混用。

## 历史
1970年12月24日，《比利时宪法》將比利时劃分為三个大区：弗拉芒大區、瓦隆大区与布鲁塞尔大区（Région bruxelloise）。1980年，《关于机构改革的特别法》颁布，弗拉芒大区正式成为管理佛兰德的行政机构。

## 政治
弗拉芒大區在成立後，即將宪法权限移交予弗拉芒社群，即弗拉芒大區是由弗拉芒社群治理。目前弗拉芒议会和弗拉芒政府代表全體弗拉芒人，即不僅包括居住在佛兰德的弗拉芒人，還包括居住在布鲁塞尔首都大区的弗拉芒人。由於弗拉芒議會代表了所有弗拉芒人，因此議會成員也包括了居住在布鲁塞尔首都大区的弗拉芒人所選出的代表，但他們在進行與弗拉芒大區事務相關的議案投票時，是沒有投票權的。

## 行政區劃
弗拉芒大区下分5个省、22个區与300个市镇。
布魯塞爾有自己的大區即布鲁塞尔首都大区，由弗拉芒布拉班特省圍繞。但是，由於布魯塞爾歷史上是布拉班特的荷蘭語城市（但如今已經被法語化了），所以它經常被視爲佛兰德的一部分。布魯塞爾包含有弗拉芒社群和法语社群，二者在布魯塞爾皆有自己的公共团体。

以下為2020年弗拉芒大區省份的首府、行政區、人口、面積及人口密度統計資料
| 省 | 省         | 首府     | 行政区                                                                                   | 人口 (2020年1月1日) | 面积                      | 人口密度               |
| -- | ---------- | -------- | ---------------------------------------------------------------------------------------- | ------------------- | ------------------------- | ---------------------- |
| 1  | 安特衛普省 | 安特卫普 | 安特衛普區、梅赫倫區、蒂倫豪特區                                                         | 1,869,730           | 2,876 km2（1,110 sq mi）  | 650/km2（1,700/sq mi） |
| 2  | 林堡省     | 哈瑟尔特 | 哈瑟爾特區、馬塞克區、通厄倫區                                                           | 877,370             | 2,427 km2（937 sq mi）    | 360/km2（930/sq mi）   |
| 3  | 东佛兰德省 | 根特     | 阿尔斯特区、登德爾蒙德區、埃克洛區、根特区、奧德納爾德區、圣尼克拉斯区                   | 1,525,255           | 3,007 km2（1,161 sq mi）  | 510/km2（1,300/sq mi） |
| 4  |            | 鲁汶     | 哈勒-维尔福德区、魯汶區                                                                  | 1,155,843           | 2,118 km2（818 sq mi）    | 550/km2（1,400/sq mi） |
| 5  | 西佛兰德省 | 布魯日   | 布鲁日区、迪克斯迈德区、伊珀尔区、科特赖克区、奥斯坦德区、鲁瑟拉勒区、蒂爾特區、弗尔讷区 | 1,200,945           | 3,197 km2（1,234 sq mi）  | 380/km2（980/sq mi）   |
|    | 弗拉芒大区 |          | 22                                                                                       | 6,629,143           | 13,626 km2（5,261 sq mi） | 490/km2（1,300/sq mi） |

## 经济

### 交通

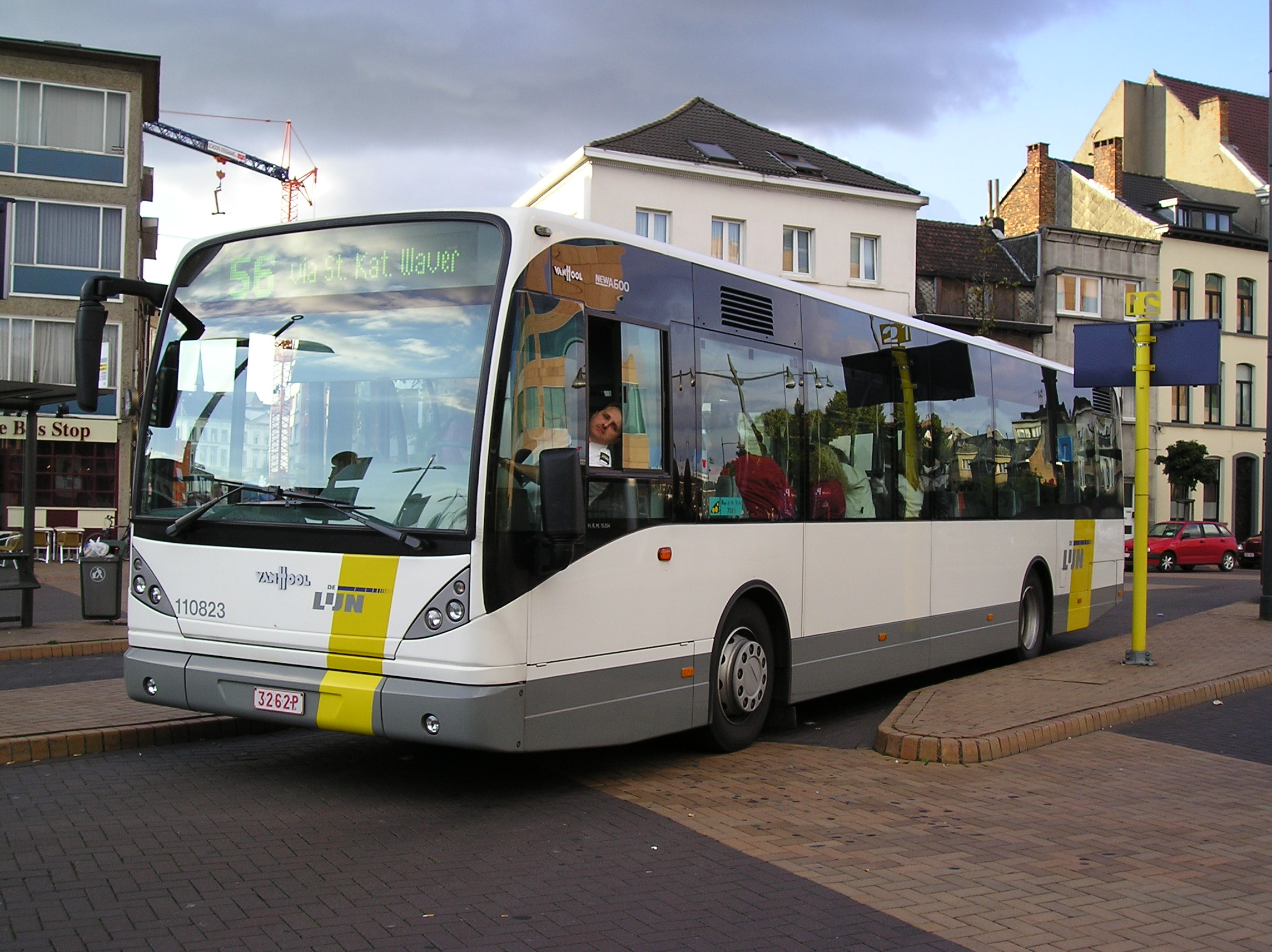
“德莱恩”公共汽车

德莱恩（De Lijn）是由弗拉芒政府运营的公共交通公司，提供公共汽车和有轨电车服务。其他大区也有相应的公司，比如瓦隆大区的TEC和在布鲁塞尔首都大区的MIVB-STIB。铁路网是由比利时国家运营，其公司为NMBS。
政府也需要负责弗拉芒大区内约500公里的大区道（gewestwegen）以及约900公里的高速公路。其他道路还有省道及市镇道路。

## 人口统计

### 城市
“弗拉芒钻石”是指佛兰德的中心人口最密地区，包括安特卫普、根特、鲁汶、梅赫伦，大约有5,500,000人居住。该大区最大的城市包括（附注2018年的人口数）：
- 安特卫普 （523,248）
- 根特 （260,341）
- 布鲁日 （118,284）
- 鲁汶 （101,396）
- 梅赫伦 （86,304）
- 阿尔斯特 （85,715）
- 哈瑟尔特 （77,651）
- 圣尼克拉斯 （76,756）
- 科特赖克 （76,265）
- 奥斯坦德 （71,332）
- 亨克 （66,110）
- 鲁瑟拉勒 （62,301）

### 语言
官方语言是荷兰语，地方语言有西弗拉芒方言、东弗拉芒方言、布拉班特方言和林堡语。

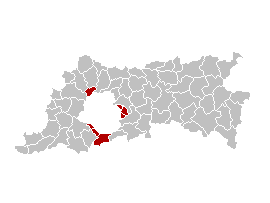
靠近布鲁塞尔的语言便利市镇

法语可能会在布鲁塞尔首都大区周围的以及靠近瓦隆大区的所谓「语言便利市镇」内因特定的行政管理目的而被使用。
围绕布鲁塞尔的行政區包含德罗亨博斯、克拉伊内姆、林克贝克、圣海内叙斯-罗德、韦默尔和韦曾贝克-奥珀姆。布鲁塞尔过去是荷兰语城市，但於19至20世纪法语化，如今几乎已成法语城市。有些簇拥着布鲁塞尔的弗拉芒市镇也已经法语化。
在与瓦隆接壤处的语言便利市镇为贝弗、埃尔斯塔普、梅森、龙瑟、斯皮勒-海尔凯恩、富伦。

### 教育
比利时教育由各社群管理。在佛兰德，教育由弗拉芒社群主导，而在布鲁塞尔，教育由弗拉芒社群和法语社群共同主导。
- 安特卫普省学校列表（英语：List of schools in Antwerp）
- 东佛兰德省学校列表（英语：List of schools in East Flanders）
- 弗拉芒布拉班特省学校列表
- 比利時林堡省学校列表
- 西佛兰德省学校列表（英语：List of schools in West Flanders）

## 外部連結
- 弗拉芒政府 （页面存档备份，存于）
- 佛兰德旅游 （页面存档备份，存于）

51°00′N 4°30′E / 51°N 4.5°E